# Lupinus nubilorum
Lupinus nubilorum är en ärtväxtart som beskrevs av Charles Piper Smith. Lupinus nubilorum ingår i släktet lupiner, och familjen ärtväxter. Inga underarter finns listade i Catalogue of Life.